# Club for Five

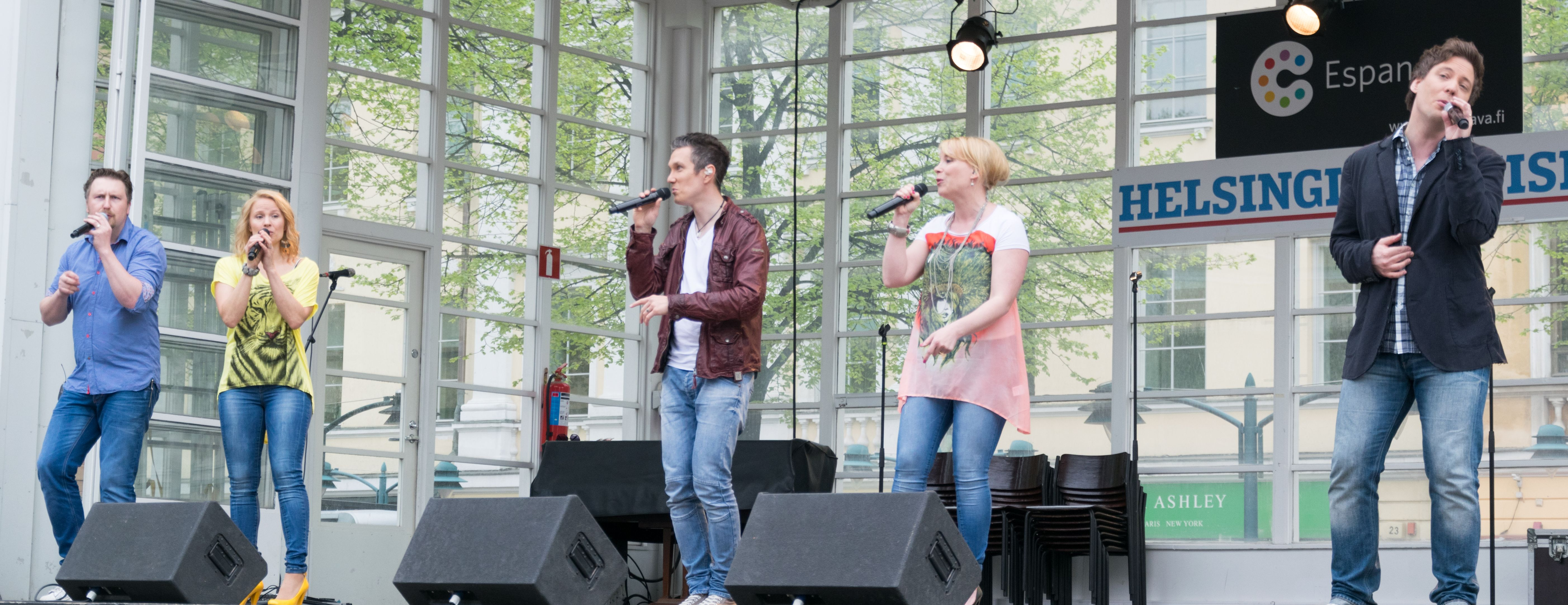
Club for Five

Club for Five ist eine finnische A-cappella-Band.

## Karriere
In ihrem Heimatland wurden sie 2004 mit ihrem Debütalbum Ensi-ilta bekannt, auf dem sie zumeist finnische Popsongs neu arrangierten. Das zweite Album Uni enthielt dann auch eigene Kompositionen.
Ihr Weihnachtsalbum Rekiretki wurde mit dem internationalen A-cappella-Preis CARA 2008 gewürdigt.

## Besetzung
- Maija Sariola geb. 1980 in Viitasaari (Sopran)
- Saima Haapanen geb. 1981 (seit 2022) (Alt)
- Jouni Kannisto geb. 1977 in Pori (Tenor)
- Juha Viitala (seit 2011) (Bariton)
- Tuukka Haapaniemi geb. 1978 (Bass)

Die drei männlichen Mitglieder Kannisto, Ahola und Haapaniemi lernten sich im Männerchor der Universität Helsinki kennen. Heute leben alle fünf in und in der Umgebung von Helsinki.

### Ehemalige Mitglieder
- Tuomas Ahola (Bariton) (bis 2011)
- Susanna Hietala geb. 1976 (Alt) (bis 2011 und seit 2013 bis 2021)
- Ninni Poijärvi (bis 2005)
- Eeppi Ursin (seit 2011 bis 2013) (Alt)

## Diskografie

### Alben
| Jahr | Titel             | Höchstplatzierung, Gesamtwochen, AuszeichnungChartsChartplatzierungen (Jahr, Titel, Platzierungen, Wochen, Auszeichnungen, Anmerkungen) | Anmerkungen                            |
| Jahr | Titel             | FI | Anmerkungen                            |
| ---- | ----------------- | --- | -------------------------------------- |
| 2004 | Ensi-ilta         | FI9 (17 Wo.)FI | Erstveröffentlichung: 26. Oktober 2004 |
| 2006 | Uni               | FI7 (15 Wo.)FI | Erstveröffentlichung: 1. Mai 2006      |
| 2007 | Rekiretki         | FI13 (5 Wo.)FI | Erstveröffentlichung: 7. November 2007 |
| 2009 | You’re the Voice  | FI8 Gold · (17 Wo.)FI | Erstveröffentlichung: 9. Oktober 2009  |
| 2011 | Ihmiset           | FI7 Gold · (15 Wo.)FI | Erstveröffentlichung: 24. Oktober 2011 |
| 2013 | Jouluna           | FI9 Gold · (10 Wo.)FI | Erstveröffentlichung: 8. November 2013 |
| 2015 | Ennen tätä hetkeä | FI45 (3 Wo.)FI | Erstveröffentlichung: 23. Oktober 2015 |

### Singles
| Jahr | Titel Album                       | Höchstplatzierung, Gesamtwochen, AuszeichnungChartsChartplatzierungen (Jahr, Titel, Album, Platzierungen, Wochen, Auszeichnungen, Anmerkungen) | Anmerkungen |
| Jahr | Titel Album                       | FI | Anmerkungen |
| ---- | --------------------------------- | --- | ----------- |
| 2009 | Brothers in Arms You’re the Voice | FI20 (1 Wo.)FI |             |